# García, Nuevo León
García är en ort i Mexiko.   Den ligger i kommunen García och delstaten Nuevo León, i den centrala delen av landet, 700 km norr om huvudstaden Mexico City. García ligger 716 meter över havet och antalet invånare är 26 950.
Terrängen runt García är varierad. Runt García är det tätbefolkat, med 266 invånare per kvadratkilometer. García är det största samhället i trakten. Omgivningarna runt García är i huvudsak ett öppet busklandskap.